# Coupe du monde masculine de volley-ball 2019
Navigation
Coupe du monde 2015 Coupe du monde 2023
La Coupe du monde de volley-ball masculin 2019 s'est déroulée au Japon, du 1er octobre au 15 octobre 2019. C'est la quatorzième édition de la Coupe du monde de volley-ball masculin organisée par la Fédération internationale de volley-ball, la douzième consécutive accueillie par le Japon. Les États-Unis sont les tenants du titre, et l'édition fut remportée par le Brésil devant la Pologne et les États-Unis.

## Formule de compétition
La Coupe du monde de volley-ball regroupe douze équipes.
Les matches sont disputés en Round Robin. Chaque équipe rencontre les autres (au total, onze matches par équipe). Les rencontres sont découpées en trois tours, qui se tiennent sur des sites différents. Le classement est établi sur le nombre de victoires. En cas d'égalité, c'est le nombre de points qui est pris en compte : les victoires par trois sets à un ou zéro rapportent trois points, les victoires par trois sets à deux rapportent deux points, les défaites par deux sets à trois rapportent un point et les autres défaites ne rapportent rien. Si des équipes sont toujours à égalité les critères suivants sont le ratio set gagnés/set perdus, puis le ratio points gagné/points perdus, puis enfin le résultat entre les deux équipes.
Contrairement aux années précédentes, le tournoi n'offre aucun place qualificative pour les Jeux olympiques d'été de 2020.

## Équipes présentes
Douze équipes sont qualifiées pour la complétion : l'équipe hôte (le Japon), le champion du monde 2018 (la Pologne), et les deux meilleures équipes de chacune des cinq confédérations : Brésil et Argentine pour la Confédération sud-américaine de volley-ball, États-Unis et Canada pour la Confédération du Nord, Amérique centrale et des Caraïbes de volley-ball, Italie et Russie pour la Confédération européenne de volley-ball (la seconde équipe de la zone Europe est la Pologne, mais comme elle est déjà qualifiée grâce à son titre de champion du monde, sa place qualificative revient à la troisième équipe de sa zone, la Russie), Iran et Australie pour la Confédération asiatique de volley-ball (Asie-Pacifique) et Égypte et Tunisie pour la Confédération africaine de volley-ball.
| Équipe     | Qualifiquation                            |
| ---------- | ----------------------------------------- |
| Japon      | Pays hôte                                 |
| Pologne    | Champion du monde 2018                    |
| États-Unis | 2e du Championnat d'Amérique du Nord 2019 |
| Canada     | 3e du Championnat d'Amérique du Nord 2019 |
| Brésil     | 1er des qualifications sud-américaines    |
| Argentine  | 2e des qualifications sud-américaines     |
| Iran       | 1er équipe asiatique au classement FIVB   |
| Australie  | 2e équipe asiatique au classement FIVB    |
| Tunisie    | 1er du Championnat d'Afrique 2019         |
| Égypte     | 2e du Championnat d'Afrique 2019          |
| Italie     | 1er équipe européenne au classement FIVB  |
| Russie     | 3e équipe européenne au classement FIVB   |

## Compétition

### 1ertour
Le premier tour se déroule du 1er au 6 octobre sur deux sites, Fukuoka au Marinmesse Fukuoka et Nagano au White Ring.
- Fukuoka

- Nagano

### 2etour
Le deuxième tour se déroule du 9 au 11 octobre à Hiroshima à l'Hiroshima Green Arena.

### 3etour
Le troisième tour se déroule du 13 au 15 octobre à Hiroshima à l'Hiroshima Green Area.

### Classement final
Le Brésil remporte la compétition, la Pologne et les États-Unis complètent le podium.
| #  | Équipe     | Pts | J  | G  | Gt | Pt | P | Sp | Sc | Ratio | Pp  | Pc   | Ratio |
| 1  | Brésil     | 32  | 11 | 10 | 1  | 0  | 0 | 33 | 5  | 6.6   | 925 | 752  | 1.23  |
| 2  | Pologne    | 28  | 11 | 9  | 0  | 1  | 1 | 30 | 9  | 3.333 | 941 | 787  | 1.196 |
| 3  | États-Unis | 27  | 11 | 8  | 1  | 1  | 1 | 29 | 12 | 2.417 | 960 | 778  | 1.234 |
| 4  | Japon      | 22  | 11 | 6  | 2  | 0  | 3 | 26 | 16 | 1.625 | 967 | 902  | 1.072 |
| 5  | Argentine  | 19  | 11 | 5  | 1  | 2  | 3 | 24 | 20 | 1.2   | 984 | 969  | 1.015 |
| 6  | Russie     | 15  | 11 | 4  | 1  | 1  | 5 | 20 | 23 | 0.87  | 939 | 961  | 0.977 |
| 7  | Italie     | 14  | 11 | 3  | 2  | 1  | 5 | 19 | 22 | 0.864 | 903 | 904  | 0.999 |
| 8  | Iran       | 12  | 11 | 3  | 1  | 1  | 6 | 19 | 25 | 0.76  | 965 | 1042 | 0.926 |
| 9  | Canada     | 12  | 11 | 1  | 3  | 3  | 4 | 19 | 28 | 0.679 | 976 | 1058 | 0.922 |
| 10 | Égypte     | 8   | 11 | 2  | 0  | 2  | 7 | 15 | 29 | 0.517 | 927 | 1025 | 0.904 |
| 11 | Australie  | 5   | 11 | 1  | 1  | 0  | 9 | 9  | 29 | 0.31  | 790 | 904  | 0.874 |
| 12 | Tunisie    | 4   | 11 | 1  | 0  | 1  | 9 | 6  | 31 | 0.194 | 696 | 891  | 0.781 |

## Distinctions individuelles
À la fin de la compétition plusieurs récompenses individuelles sont décernées :
- MVP :  Alan Souza (pt)[9]
- Meilleur marqueur :  Gabriele Nelli
- Meilleur attaquant :  Agustin Loser
- Meilleur contreur :  Ivan Iakovlev
- Meilleur serveur :  Yuji Nishida
- Meilleur passeur :  Matias Sanchez
- Meilleur réceptionneur :  Santiago Danani
- Meilleur libéro :  Luke Perry